# Doctor José G. Parres
Doctor José G. Parres también conocido como El Nueve o El Diez; es una localidad de México perteneciente al municipio de Francisco I. Madero en el estado de Hidalgo.

## Geografía
A la localidad le corresponden las coordenadas geográficas 20° 13’ 44.939” de latitud norte y 99° 08’ 04.332” de longitud oeste, con una altitud de 2004 m s. n. m. Cuenta con un clima semiseco templado.
En cuanto a fisiografía se encuentra dentro de las provincia del Eje Neovolcánico, dentro de la subprovincia de Llanuras y Sierras de Querétaro e Hidalgo; su terreno es de llanura y lomerío. En lo que respecta a la hidrografía se encuentra posicionado en la región del río Panuco, dentro de la cuenca del río Moctezuma, en la frontera de las subcuencas del río Actopan.

## Demografía
En 2020 registró una población de 554 personas, lo que corresponde al 1.53 % de la población municipal. De los cuales 275 son hombres y 279 son mujeres. Tiene 142 viviendas particulares habitadas.
| Gráfica de evolución demográfica de Doctor José G. Parres entre 1940 y 2020                  |
|                                                                                              |
| Población de los censos y conteos del Instituto Nacional de Estadística y Geografía (INEGI). |

## Economía
La localidad tiene un grado de marginación alto y un grado de rezago social bajo.